# Dicionário de Arabismos da Língua Portuguesa
O Dicionário de Arabismos da Língua Portuguesa, de José Adalberto Coelho Alves, é um livro que aborda a influência da língua árabe na etimologia da língua portuguesa. Foi editado pela primeira vez em 2013. A obra tem sido considerada pelo mérito de defender uma influência de arabismos na língua portuguesa muito superior àquilo que habitualmente é apontado, tendo, no entanto, vindo a receber várias críticas negativas em relação à validade científica da recolha feita, em particular pela falta de observação de princípios básicos de etimologia, colocando em causa a sua credibilidade.
Alves apresenta a obra como sendo o primeiro dicionário do português de origem árabe, baseado nas fontes e reflexões que coleccionou durante décadas, destinado principalmente ao grande público, não necessariamente ao mundo académico, apesar dele antecipar "críticas construtivas". A introdução do livro, apesar de duramente crítica com etimologias erróneas do passado, antecipa e relativiza os potenciais erros frutos da própria abordagem do autor ao tema. Alves reconhece que a elaboração do dicionário como trabalho académico implicaria a colocação das abonações históricas, o que, segundo ele, não permitiria a conclusão do dicionário em "tempo útil". Dada essa declaração, alega fazer "recurso ao rigor científico possível", tal como "ele o entende". Munido também do seu entendimento, Adalberto Alves pronuncia-se de seguida contra a "contrafação etimológica", léxico inserido "a martelo", inclusive ignorado por arabistas que o antecederam, declarando que o enorme número de palavras no seu dicionário de etimologia inédita não resultariam necessariamente de "excesso de arabofilia". Declara a etimologia no seu dicionário como sendo "no domínio da conjetura razoável", buscando apresentar "uma verdade etimológica possível ou provável, mas sempre provisória". Antecipando os resultados da "falabilidade dos [seus] juízos", e assumindo "risco de errar para dar azo a que [o] corrijam", cita que "prefere estar vagamente certo do que seguramente errado".

## Crítica
A obra tem recebido várias críticas. O escritor e crítico literário brasileiro Sérgio Rodrigues considera plausível a ideia do número de arabismos na língua portuguesa ser bastante superior àquilo que tem sido geralmente apresentado, entre setecentos e mil, concordando com a inverosimilhança de "tantos séculos de hegemonia árabe numa fase de formação do português teriam deixado como saldo linguístico nada além de umas poucas páginas com perfume de alfazema", mas olha com desconfiança o número de arabismos apresentados pelo livro, 18.073, e suspeita ter havido excesso de entusiasmo em várias das propostas apresentadas, como farol derivar do árabe fânar (luzeiro ou lanterna), ao invés da hipótese commumente aceite, a partir do grego pharos.
Brian Franklin Head, académico das Ciências da Linguagem norte-americano previamente radicado em Portugal, especialista em línguas românicas e semíticas, considera que muitas das propostas apresentadas não são plausíveis, tanto pela forma como pelo significado, pelo que não teriam cabimento numa obra de cunho etimológico. Aponta que em vários casos não houve sequer cuidado em estabelecer uma relação etimológica, limitando-se o autor a apresentar uma palavra árabe com o mesmo significado, mas de sonoridade bastante diferente. Este é o caso abóbora, que geralmente se aceita como derivando do latim apopores, mas que Alves faz derivar do árabe al-gar‘a (em árabe "القرعيا"). Noutros casos faz o inverso, apresentando étimos com a mesma sonoridade, mas de significados bastante diferentes, como o verbo "acabar" que, segundo Alves, derivaria da palavra árabe akbar, "o maior", sem apresentar qualquer explicação que pudesse justificar tal deriva (sendo a origem da palavra de facto algo obscura, etimologistas indicando vir de um potencial *accapare, de "ad" (até) + "caput" (cabeça), de um hipotético idiomático latino regional "[chegar] à cabeça", com cognatos também em dialectos antigos franceses, e no occitano "acabar" e francês moderno "achever"). Segundo Franklin Head, nos poucos casos em que se refere alguma pesquisa histórica, esta nunca é do autor, mas sim de outras obras mais publicadas, entre as quais as de J.P. Machado. No mesmo sentido, afirma que "encontram‑se no Dicionário várias etimologias conhecidas, propostas por especialistas e geralmente aceitas; não há, porém, uma única etimologia nova, proposta pelo Autor, que seja digna de confiança", acrescentado que "abundam no volume falhas de método e falta de cuidado", inclusive na própria invocação do grande romanista Walter von Wartburg, cujo nome Alves escreve erradamente como "Walter von der Wartburg". Franklin Head acrescenta:
| “ | É uma vergonha que este livro tenha sido editado e é especialmente vergonhoso que a edição seja da prestigiosa Imprensa Nacional-Casa da Moeda – não por causa da atitude negativa do Autor em relação à influência das línguas clássicas, mas antes por causa do baixíssimo nível científico e informativo. Quem tenha recomendado a edição, não prestou bom serviço à cultura portuguesa: para promover o conhecimento da língua árabe e da sua contribuição ao léxico do português, não bastam o entusiasmo e as afirmações vazias. | ” |

A jornalista Soraya Guimarães Hoepfner também considera plausível a visão do autor sobre a subestimação da influencia de arabismos na formação da língua portuguesa, afirmando que a proposta de Alves da ocorrência de um processo por ele descrito como de "obnubilação etimológica", almejando "o apagamento da mácula árabe da língua dos vencedores cristãos", não é uma inverdade histórica. Hoepfner considera, no entanto, que, a despeito das próprias críticas de Adalberto Alves a outras "falsificadas etimologias", a obra muito provavelmente não poderá ser cientificamente validada, pelos motivos já apontados por Head, em particular a falta de observância de princípios básicos de etimologia por parte de Adalberto Alves.